# Port-Valais
Port-Valais é uma comuna da Suíça, situada no distrito de Monthey, no cantão de Valais. Tem 14,3 km² de área e sua população em 2018 foi estimada em 4.108 habitantes.